# نوری بیلگه جیلان
نوری بیلگه جیلان (به ترکی استانبولی: Nuri Bilge Ceylan) (زاده ۲۶ ژانویه ۱۹۵۹) کارگردان و عکاس اهل ترکیه است. همسر او، اِبرو جیلان، فیلمساز، عکاس و بازیگر است که در فیلم اقلیم‌ها (۲۰۰۶) با یکدیگر همبازی بودند. فیلم‌های سه میمون (۲۰۰۸)، روزی روزگاری در آناتولی (۲۰۱۱) و خواب زمستانی (۲۰۱۴) موفق‌ترین آثار جیلان به‌شمار می‌روند، که اولی جایزه بهترین کارگردان جشنواره فیلم کن ۲۰۰۸، دومی جایزه گرندپری جشنواره فیلم کن ۲۰۱۱ و سومی جایزه بهترین فیلم جشنواره فیلم کن ۲۰۱۴ را نصیب او کرد. فیلم «روزی روزگاری در آناتولی» به عنوان نماینده سینمای ترکیه در جایزه اسکار بهترین فیلم خارجی‌زبان ۲۰۱۱ معرفی شده بود.

## زندگی و حرفه
جیلان در سال ۱۹۵۹ در استانبول به دنیا آمد. او زندگی هنری خود را با عکاسی آغاز کرد. او پس از دریافت مدرک لیسانس مهندسی برق از دانشگاه بغازیچی، به دانشگاه هنرهای زیبای معمار سنان رفت و به مدت دو سال در رشته سینما تحصیل کرد.
او عکس‌هایی را که بین سال‌های ۱۹۸۲ تا ۱۹۸۹ گرفته بود «عکس‌های اولیه»، عکس‌های دوره دوم خود (۲۰۰۳ تا ۲۰۰۹) را «سینما اسکوپ ترکی» و دوره سوم (۲۰۰۶ تا ۲۰۰۸) را «برای پدرم» نام‌گذاری کرد. مکان‌های عکاسی‌اش، بعدها لوکیشن‌های زیادی از فیلم‌هایش را شکل داد. جیلان فیلمسازی را از سال ۱۹۹۵ با ساخت فیلم کوتاه پیله آغاز کرد که در جشنواره فیلم کن ۲۰۰۵ به نمایش درآمد. سپس در سال ۱۹۹۸، نخستین فیلم بلند خود را با نام قصبه کارگردانی کرد.
سومین فیلم بلند او دوردست (۲۰۰۲) موفق به دریافت جایزه‌های بسیاری از جمله جایزه هیئت داوران و جایزه بهترین بازیگر مرد در جشنواره کن شد. اقلیم‌ها (۲۰۰۶) فیلم چهارم او نیز جایزه فیپرشی جشنواره کن ۲۰۰۶ را به‌دست‌آورد و مورد استقبال منتقدان قرار گرفت. این فیلم در جشنواره فیلم پرتقال طلایی آنتالیا، برنده ۵ جایزه از جمله بهترین کارگردانی شد. سه میمون، جایزه بهترین کارگردان جشنواره فیلم کن را در سال ۲۰۰۸ به‌دست‌آورد و «خواب زمستانی» جایزه بهترین فیلم جشنواره فیلم کن را در سال ۲۰۱۴ کسب کرد. خواب زمستانی (2014) که جیلان فیلم‌نامه‌ی آن را همراه همسرش بر مبنای داستان‌های کوتاه چخوف نوشته است، درباره‌ی مردی ارباب‌زاده و تحصیل‌کرده است که سودای نویسندگی دارد و رابطه‌ای تیره و تار را با همسرش تجربه می‌کند. او در یک روستا زندگی می‌کند و مشکلات و دردسرهای مربوط به کارگرانش، بحران‌هایی جدی در زندگی‌اش ایجاد می‌کنند.
نوری بیلگه جیلان در فیلم هایش به بیگانگی فرد، اگزیستانسیالیسم، یکنواختی زندگی انسان ها و جزئیات زندگی روزمره می پردازد. او معمولاً از نماهای های ثابت و بلند در محیط های طبیعی و همچنین بازی با صدا و سکوت استفاده می کند. جیلان به خاطر فیلمبرداری از شخصیت های داستانش از زاویۀ پشت سر شهرت دارد، که به نظر او، تماشاگران را به حدس و گمان در مورد احساسات پرشور شخصیت‌هایی که چهره‌شان مشخص نیست، وا می دارد. اولین فیلم‌های جلان با بودجه‌های کم ساخته شدند و بازیگران آن عموماً اعضای خانواده، دوستان و نابازیگران بودند.
جیلان در شصت و دومین دوره جشنواره فیلم کن در سال ۲۰۰۹، یکی از اعضای هیئت داوران بخش مسابقه بین‌المللی بود.

## فیلم‌شناسی
| فیلم‌ها، تلویزیون و ویدیو | فیلم‌ها، تلویزیون و ویدیو | فیلم‌ها، تلویزیون و ویدیو | فیلم‌ها، تلویزیون و ویدیو | فیلم‌ها، تلویزیون و ویدیو | فیلم‌ها، تلویزیون و ویدیو | فیلم‌ها، تلویزیون و ویدیو |
| سال                      | عنوان فارسی              | عنوان ترکی               | شناخته شده برای          | شناخته شده برای          | شناخته شده برای          | جوایز و افتخارات |
| سال                      | عنوان فارسی              | عنوان ترکی               | کارگردان                 | تهیه‌کننده                | فیلمنامه‌نویس             | جوایز و افتخارات |
| ------------------------ | ------------------------ | ------------------------ | ------------------------ | ------------------------ | ------------------------ | --- |
| ۱۹۹۵                     | پیله                     | Koza                     | آری                      | آری                      | آری                      | |
| ۱۹۹۸                     | قصبه                     | Kasaba                   | آری                      | آری                      | آری                      | |
| ۲۰۰۰                     | ابرهای می                | Mayıs Sıkıntısı          | آری                      | آری                      | آری                      | |
| ۲۰۰۲                     | اوزاک                    | Uzak                     | آری                      | آری                      | آری                      | برنده جایزه بزرگ (جشنواره فیلم کن) |
| ۲۰۰۶                     | اقلیم‌ها                  | İklimler                 | آری                      | آری                      | آری                      | نامزد نخل طلایی جشنواره فیلم کن |
| ۲۰۰۸                     | سه میمون                 | Üç Maymun                | آری                      | آری                      | آری                      | نامزد نخل طلایی جشنواره فیلم کن |
| ۲۰۱۱                     | روزی روزگاری در آناتولی  | Bir Zamanlar Anadolu'da  | آری                      | آری                      | آری                      | برنده جایزه بزرگ (جشنواره فیلم کن) نامزد نخل طلایی جشنواره فیلم کن |
| ۲۰۱۴                     | خواب زمستانی             | Kış Uykusu               | آری                      | آری                      | آری                      | برنده نخل طلایی جایزه FIPRESCI جشنواره فیلم کن فاصله(Uzakترکی-2002)Distant برندهٔ ۳۱ جایزه بین‌المللی از جمله بهترین بازیگر مرد در پنجاه و ششمین جشنواره فیلم کن و جایزهٔ ویژهٔ هیئت داوران جشنواره شیکاگو و بهترین فیلم بالکان در جشنواره فیلم سوفیا |
| ۲۰۱۸                     | درخت گلابی وحشی          | Ahlat Ağacı              | آری                      | آری                      | آری                      | |
| ۲۰۲۳                     | روی علف‌های خشک           | Kuru Otlar Üstüne        | آری                      | آری                      | آری                      | نماینده ترکیه در جوایز اسکار ۲۰۲۴ |